# Panzerbrigade 105
De Duitse Panzerbrigade 105 was een Duitse Panzerbrigade van de Wehrmacht tijdens de Tweede Wereldoorlog. De brigade kwam alleen in actie in België en rond Verviers en Aken.

## Krijgsgeschiedenis

### Oprichting
Panzerbrigade 105 werd opgericht op 28 juli 1944 in Wehrkreis I op Oefenterrein Milau uit resten (ongeveer 950 man) van de in Bobroejsk vernietigde 18e Panzergrenadierdivisie. 
De Panzer-Abt. 2105 kwam uit vervanging uit delen van de Panzer-Ersatz-Abteilungen 10 tot 18 en de resten van Panzerabteilung 18 en 118, het Pz.Gren.Btl. 2105 uit de resten der 18e Panzergrenadierdivisie.

### Inzet
De brigade werd vanaf 1 september van Milau per spoor naar België getransporteerd (zonder de 11 Jagdpanzer IV /70(V)’s, die pas op 6 september in Aken aankwamen), naar het gebied rond Mons. Meteen bij het lossen, werd de brigade meegezogen in de Duitse terugtochtbewegingen. De eerste inzet was als dekking voor het 7e Leger oostelijk van Leuven en rond Diest/Tienen. Vervolgens fungeerde de brigade als reserve voor de 116e Panzerdivisie zuidwestelijk van Diest tot 8 september. Vervolgens trok de brigade zich over de Maas terug om meteen als verdediging van Fléron ingezet te worden. De volgende dagen was de brigade in actie met verdedigingen en tegenstoten rond Verviers en Malmedy. Op 12 september sloot de brigade zich oostelijk van Verviers in de Westwall aan bij de 9e Panzerdivisie. Ook hier werden verdediging en aanvallen afgewisseld in het gebied rond Aken. Eind september werd de brigade bij Stolberg uit de linie gehaald. Het Panzergrenadier-Bataljon 2105 had in drie weken van gevechten 600 soldaten verloren, wat 62% van de aanvangssterkte was. Nog één keer werd de brigade door vervangingstroepen aangevuld en weer onder bevel van de 9e Panzerdivisie geplaatst.

Van de 36 Panthers, 11 Jagdpanzer IV en 4 Flakpanzer IV waar de brigade mee begon, waren aan het eind nog resp. 16, 6 en 2 over.

### Einde
Panzerbrigade 105 werd op 23 september 1944 in Nederrijn opgeheven en gebruikt voor het versterken van de zwaar gedecimeerde 9e Panzerdivisie. Het Pz.Gren.Btl. werd II./Pz.Gren.Rgt. 11 van deze divisie, de Pz.Abt. werd later II./Pz.Rgt. 10 van de 8e Panzerdivisie in Slovakije.

### Slagorde
- Panzerabteilung 2105 met 4 compagnieën (3 Panther tank compagnieën (36 stuks), 1 Jagdpanzer IV compagnie (11 stuks))
- Panzergrenadierbataljon 2105 met 5 compagnieën
- Brigade-eenheden met nummer 2105

Tevens was gedurende de hele inzet-tijd van de brigade in september, de Sturmpanzer-Abteilung 217 (uitgerust met de Sturmpanzer IV Brummbär) gedetacheerd bij de brigade. Maakte dus geen organiek deel uit van de brigade!

## Commandanten
| Rang  | Naam            | Begin        | Eind              |
| ----- | --------------- | ------------ | ----------------- |
| Major | Heinrich Volker | 28 juli 1944 | 23 september 1944 |